# Charlie Clouser

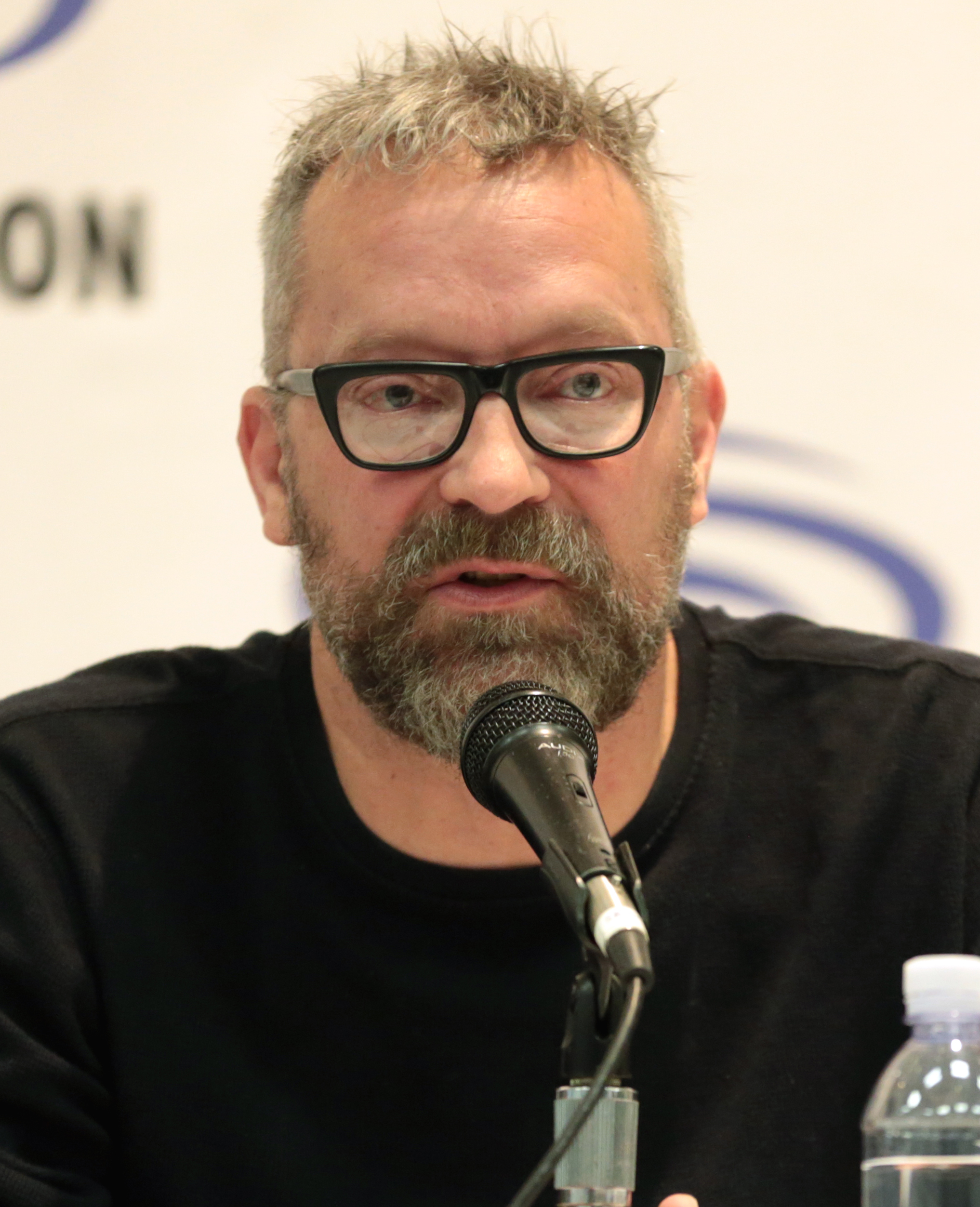
Charlie Clouser

Charles Alexander „Charlie“ Clouser (* 28. Juni 1963 in Hanover, New Hampshire) ist ein US-amerikanischer Musiker und Komponist.

## Werdegang
Schon als Kind begann Charlie Clouser Schlagzeug zu spielen. 1979, in der Highschool, kamen Synthesizer und Drumcomputer dazu. Später wechselte er auf das Hampshire College in Amherst, Massachusetts, um Architekt zu werden. Nachdem er schon 1981 seinen ersten Computer bekommen hatte, begann er hier, sich ernsthaft für elektronische Musik zu interessieren. Die technischen Aspekte dieser Musik erlernte er im Institute of Audio Research in New York.
Nach seinem Abschluss arbeitete er für eine Kette von Musikgeschäften in New York und arbeitete gleichzeitig als Programmierer für den ursprünglich australischen Filmkomponisten Cameron Allan. Dabei erstellte er kleinere Beiträge zu Allans Kompositionen für die Fernsehserie Der Equalizer. Diese Arbeit brachte ihn auch nach Los Angeles, wo er 1994 auf Trent Reznor traf. Für ihn produzierte er erst Sound-Effekte für ein Musikvideo, fand sich jedoch wenig später bei der Produktion zu Marilyn Mansons Album Antichrist Superstar wieder, für die er Schlagzeug-Sounds programmierte.
Schließlich wurde Clouser Mitglied von Nine Inch Nails und spielte ab 1994 als Keyboarder auf der Self-Destruct- und als Vorband auf der Outside-Tour von David Bowie. Zur Produktion von The Fragile quartierte sich die Band in den bandeigenen Nothing-Studios in New Orleans ein. Während dieser Zeit und danach machte sich Charlie Clouser einen Namen als einer der begehrtesten Remixer in der Musikszene. Er fertigte Remixe für Nine Inch Nails, David Bowie, Rob Zombie, Jamiroquai u. a. an. 1997 erhielt er zwei Grammy-Nominierungen für seine Arbeit für Rob Zombie und Alice Cooper. 1999 erschien das Album The Fragile, bei dem er nach Trent Reznor und neben Danny Lohner die meisten Beiträge lieferte. An der darauffolgenden Fragility-Tour (1999–2000) nahm er wiederum als Keyboarder teil. Nach der Tour verließ er Nine Inch Nails.
In der Zeit danach arbeitete er als Remixer, ging auf Tour mit Alec Empire von Atari Teenage Riot und begann wieder, für Filme und Fernsehserien zu komponieren. Er erstellte u. a. Musik für die Serien Fastlane, Numb3rs, Las Vegas und Wayward Pines, sowie für Resident Evil: Extinction, die Saw-Filme, Death Sentence – Todesurteil, Dead Silence, The Collection – The Collector 2 und das Videospiel Singularity von Raven Software.